# Sviatopetrivske, Kiev-Sveatoșîn
Sviatopetrivske (în ucraineană Святопетрівське) este o comună în raionul Kiev-Sveatoșîn, regiunea Kiev, Ucraina, formată numai din satul de reședință.

## Demografie
Componența lingvistică a comunei Sviatopetrivske
     Ucraineană (95,99%)
     Rusă (3,81%)
     Alte limbi (0,2%)
Conform recensământului din 2001, majoritatea populației comunei Sviatopetrivske era vorbitoare de ucraineană (95,99%), existând în minoritate și vorbitori de rusă (3,81%).